# کوش‌کولوو
کوش‌کولوو (انگلیسی: Kushkulevo) یک شهرک در شهرستان نوریمانوفسکی استان باشقیرستان کشور روسیه است.